# Niels Foerts
Niels Foerts (17 oktober 1997) is een Belgisch basketballer.

## Carrière
Foerts speelde in de jeugd van BBC Antigoon Hoboken, Red Vic Wilrijk, Gembo Borgerhout en Willibies Antwerpen. In 2014 ging hij spelen voor BBC Falco Gent waar hij een seizoen speelde en ook op dubbele licentie bij Brussels kon spelen. In 2015 tekende hij bij Phoenix Brussels waar hij in zijn eerste seizoen op dubbele licentie speelde bij Sint-Niklase Condors. De volgende twee seizoenen kwam hij op dubbele licentie uit voor Red Vic Wilrijk net zoals zijn broer en bij Red Vic was zijn vader coach. Vanaf het seizoen 2018/19 kwam hij uit voor de eerste ploeg, in zijn laatste twee seizoenen kreeg hij minder speelkansen.
In 2021 maakte hij de overstap naar het Nederlandse Feyenoord Basketball waar hij een seizoen speelde. In 2022 ging hij spelen voor tweedeklasser Gembo Borgerhout. Na een seizoen maakte hij de overstap naar Red Vic Wilrijk waar hij twee seizoenen speelde. Voor het seizoen 2025/26 maakte hij de overstap naar Basics Melsele.

## Privéleven
Zijn broer Jonas Foerts is ook een profbasketballer. Daarnaast is vader Johan Foerts een basketbalcoach en moeder Ilse Volckaert was een succesvol turnster.